# 疋田未夢
疋田 未夢（ひきた みゆ、2000年1月23日 - ）は、日本の女性モデルである。愛知県出身。血液型A型。以前はプラチナムプロダクションに所属していた。

## 人物
- 趣味はギター主にアコースティックギターとエレキギターであり、特技は書道[1]。
- ファッションショーなどのイベントに出演している。

## 書籍

### 雑誌連載
- トランスメディア『KATY』
- 三栄書房『JSガール』